# Амберьё-ан-Бюже (кантон)
Амберьё-ан-Бюже (фр. Ambérieu-en-Bugey) — кантон во Франции, находится в регионе Рона-Альпы. Расположен в департаменте Эн. Входит в состав округа Белле. Население кантона на 2007 год составляло 21 226 человек.
Код кантона 0101. Всего в кантон Амберьё-ан-Бюже входят 8 коммун, из них главной коммуной является Амберьё-ан-Бюже.

## Коммуны кантона
- Сен-Морис-де-Реман — население 664 чел.
- Сен-Дени-ан-Бюже — население 2053 чел.
- Дувр — население 915 чел.
- Шато-Гайар — население 1668 чел.
- Беттан — население 707 чел.
- Амброне — население 2241 чел.
- Амберьё-ан-Бюже — население 12 709 чел.

## Население
Население кантона на 2007 год составляло 21 226 человек.
| 1962   | 1968   | 1975   | 1982   | 1990   | 1999   | 2006   | 2007   |
| ------ | ------ | ------ | ------ | ------ | ------ | ------ | ------ |
| 11 673 | 13 131 | 14 164 | 15 634 | 17 339 | 18 997 | 21 159 | 21 226 |